# Islands of St. Paul
De Islands of St. Paul (ook St. Paul's Islets of St. Paul's Island genoemd) zijn twee onbewoonde rotskliffen, samen kleiner dan 10 hectare, die bij laagtij samen één eiland vormen. De eilanden behoren tot de republiek Malta en bevinden zich in St.Paul's Bay (San Pawl il-Baħar), op 100 meter van de kust van het hoofdeiland Malta.
Volgens de overlevering zou in het jaar 59 na Christus de apostel Paulus hier schipbreuk geleden hebben toen hij als gevangene op weg was naar Rome. Te zijner ere staat op een van de kliffen een 12 meter hoog standbeeld van hem.

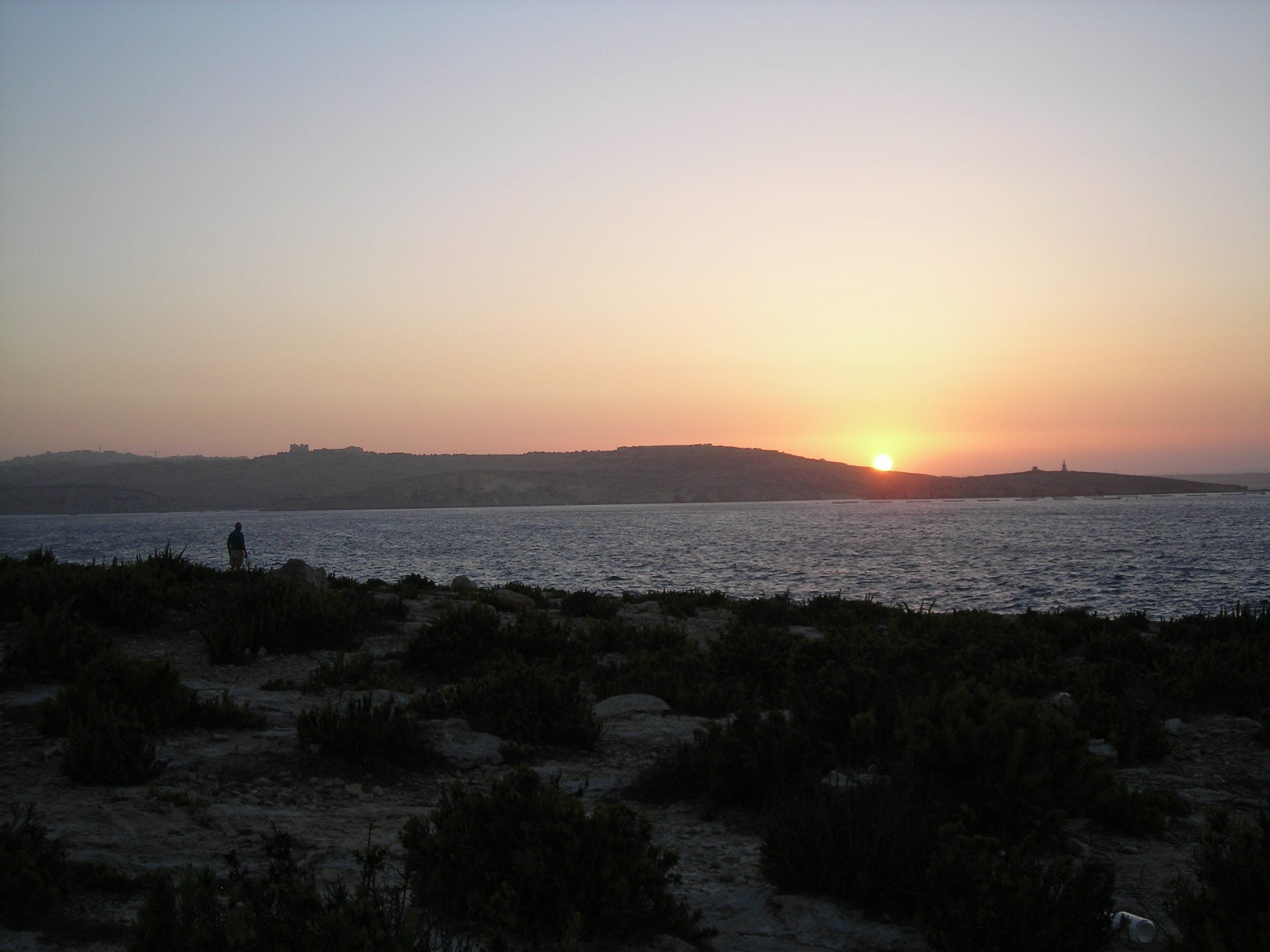
Zonsondergang boven St. Paul's Bay; rechts op de foto de Saint Paul's Islets.

Comino · Cominotto · Gozo · Filfla · Fungus Rock · Malta · Manoel Island · Islands of St. Paul